# Bakersfield P.D.
Bakersfield P.D. är en amerikansk sitcom-serie, ursprungligen sänd i Fox under perioden 14 september 1993-18 augusti 1994. Serien handlar om en polisstation i Bakersfield, Kalifornien och fick god kritik men endast 17 avsnitt gjordes. Serien saknade tillagda skratt.

## Rollista
- Paul Gigante - Giancarlo Esposito
- Wade - Ron Eldard
- Denny - Chris Mulkey
- Luke - Tony Plana
- Sgt. Hampton - Brian Doyle- Murray
- Jack Hallett